# جوتا (بازیکن فوتبال اسپانیایی)
جوتا (انگلیسی: Jota؛ زادهٔ ۱۶ ژوئن ۱۹۹۱) بازیکن فوتبال اهل اسپانیا است. وی در پست هافبک برای باشگاه فوتبال استون ویلا بازی می‌کند. (در فصل ۲۰–۲۰۱۹)
از باشگاه‌هایی که در آن بازی کرده‌است می‌توان به باشگاه فوتبال برنتفورد، باشگاه فوتبال ایبار، باشگاه فوتبال سلتاویگو، و باشگاه فوتبال رئال مادرید اشاره کرد.
وی همچنین در تیم ملی فوتبال گالیسیا بازی کرده‌است.